# 比诺斯
比诺斯（法語：Binos，法語發音：[binɔs]）是法国上加龙省的一个市镇，属于圣戈当区。

## 地理
比诺斯（42°54'3"N, 0°37'2"E）面积1.96 平方千米，位于法国奧克西塔尼大區上加龙省，该省份为法国西南部内陆省份，西南端与西班牙接壤，自此顺时针与上比利牛斯省、热尔省、塔恩-加龙省、塔恩省、奥德省和阿列日省接壤。
与比诺斯接壤的市镇（或旧市镇、城区）包括：埃斯巴雷什、索斯特、巴绍、锡尼亚克。
比诺斯的时区为UTC+01:00、UTC+02:00（夏令时）。

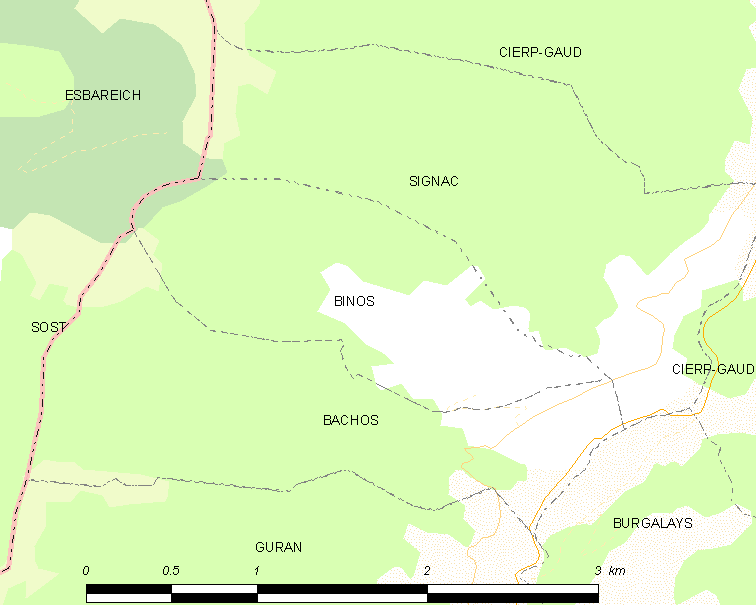
比诺斯的OSM定位图

## 行政
比诺斯的邮政编码为31440，INSEE市镇编码为31590。

## 政治
比诺斯所属的省级选区为巴涅尔德吕雄县。

## 人口

1962-2008年间比诺斯人口变化图示

比诺斯于2022年1月1日时的人口数量为42人。